# Präsidentschaftswahl in Guinea 1961
Die Präsidentschaftswahl in Guinea im Jahr 1961 fand am 15. Januar 1961 statt. Es war die erste Wahl des Staatsoberhaupts seit Ausrufung der Unabhängigkeit des Landes am 2. Oktober 1958. Zur Wahl war nur die Einheitspartei Parti Démocratique de Guinée zugelassen.
Amtsinhaber Ahmed Sékou Touré wurde ohne Gegenkandidat in seinem Amt bestätigt. 

## Ergebnis
| Kandidaten                         | Parteien                                                           | Stimmen   | %     |
| ---------------------------------- | ------------------------------------------------------------------ | --------- | ----- |
| Ahmed Sékou Touré                  | Parti démocratique de Guinée – Rassemblement démocratique africain | 1.576.580 | 100,0 |
| Gesamt                             | Gesamt                                                             | 1.576.580 | 100   |
|                                    |                                                                    |           |       |
| Ungültige Stimmen                  | Ungültige Stimmen                                                  | 167       | 0,0   |
| Wähler                             | Wähler                                                             | 1.576.747 | 99,4  |
| Wahlberechtigte                    | Wahlberechtigte                                                    | 1.586.544 |       |
|                                    |                                                                    |           |       |
| Quelle: African Elections Database |                                                                    |           |       |